# Игры Британской империи 1938
Игры Британской империи 1938 года (англ. 3rd British Empire Games; официальное название — 3 Игры Британской империи) — международное спортивное мероприятие, проходившее в австралийском городе Сидней с 5 по 12 февраля. Соревнования проходили в «Sydney Cricket Ground» (главный стадион), «Sydney Sports Ground», а также в «North Sydney Olympic Pool» и Хенсонском парке. На церемонии открытия присутствовало около 40 000 человек. Посёлок для участников Игр располагался в Sydney Showground.
Из-за Второй мировой войны Игры не проводились вплоть до 1950 года.

## Страны-участницы

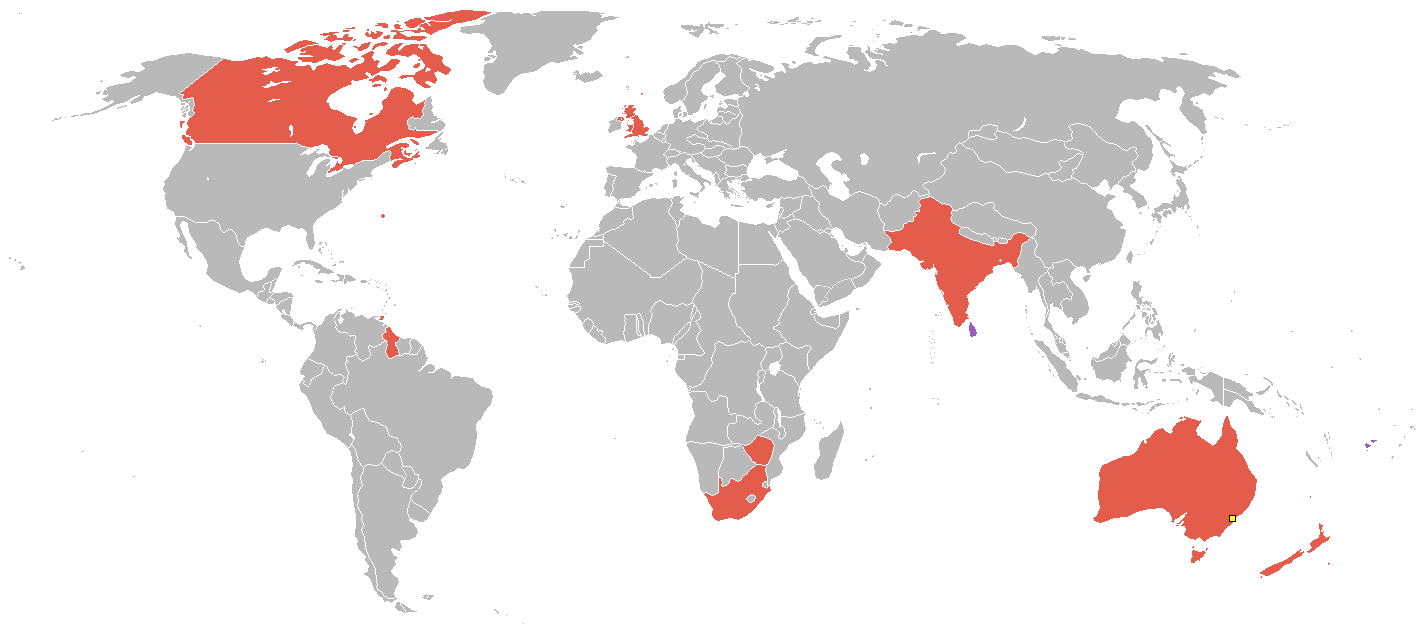
Страны-участницы

Жирным выделены команды, участвовавшие впервые:
- Австралия
- Англия
- Бермуды
- Британская Гвиана
- Индия
- Канада
- Новая Зеландия
- Северная Ирландия
- Тринидад и Тобаго
- Уэльс
- Фиджи
- Цейлон
- Шотландия
- ЮАС
- Южная Родезия

## Медальный зачёт
Жирным выделено наибольшее количество медалей в своей категории; страна-организатор также выделена.
| Общее количество медалей | Общее количество медалей | Общее количество медалей | Общее количество медалей | Общее количество медалей | Всего |
| ------------------------ | ------------------------ | ------------------------ | ------------------------ | ------------------------ | ----- |
| Место                    | Страна                   | Золото                   | Серебро                  | Бронза                   | Всего |
| 1                        | Австралия                | 25                       | 19                       | 22                       | 66    |
| 2                        | Англия                   | 15                       | 15                       | 10                       | 40    |
| 3                        | Канада                   | 13                       | 16                       | 15                       | 44    |
| 4                        | ЮАР                      | 10                       | 10                       | 6                        | 26    |
| 5                        | Новая Зеландия           | 5                        | 7                        | 13                       | 25    |
| 6                        | Уэльс                    | 2                        | 1                        | 0                        | 3     |
| 7                        | Цейлон                   | 1                        | 0                        | 0                        | 1     |
| 8                        | Шотландия                | 0                        | 2                        | 3                        | 5     |
| 9                        | Британская Гвиана        | 0                        | 1                        | 0                        | 1     |
| 10                       | Южная Родезия            | 0                        | 0                        | 2                        | 2     |
| Всего медалей            | Всего медалей            | 71                       | 71                       | 71                       | 213   |

## Медальный зачёт по видам спорта

### Лёгкая атлетика

#### Мужчины
| Состязание                       | Золото                                                           | Серебро                                                                            | Бронза                                                                              |
| -------------------------------- | ---------------------------------------------------------------- | ---------------------------------------------------------------------------------- | ----------------------------------------------------------------------------------- |
| 100 ярдов                        | Сирил Холмс Англия — 9,7                                         | Джон Мамфорд Австралия — 9,8                                                       | Тэд Бест Австралия — 9,9                                                            |
| 220 ярдов                        | Сирил Холмс Англия — 21,2                                        | Джон Мамфорд Австралия — 21,3                                                      | Тэд Бест Австралия — 21,4                                                           |
| 440 ярдов                        | Билл Робертс Англия — 47,9                                       | Уильям Фриц Канада — 47,9                                                          | Деннис Шор ЮАС — 48,1                                                               |
| 880 ярдов                        | Пэт Бут Новая Зеландия — 1:51,2                                  | Фрэнк Хэндли Англия - 1:54,0                                                       | Билл Дэйл Канада — 1:54,2                                                           |
| 1 миля                           | Джим Эйфорд Уэльс — 4:11,6                                       | Джеральд Бэкхаус Австралия - 4:12,2                                                | Пэт Бут Новая Зеландия — 4:12,6                                                     |
| 3 мили                           | Сесиль Мэтьюз Новая Зеландия — 13:59,6                           | Питер Уард Англия — 14:05,4                                                        | Скотти Рэнкин Канада — 14:24,0                                                      |
| 6 миль                           | Сесиль Мэтьюз Новая Зеландия — 30:14,5                           | Скотти Рэнкин Канада — + 180 ярдов                                                 | Уолли Хэйвард ЮАС — + 250 ярдов                                                     |
| Марафон                          | Йоханнес Колеман ЮАС — 2:30,15                                   | Берт Норрис Англия — 2:37,57                                                       | Джеки Гибсон ЮАС — 2:38,20                                                          |
| бег на 120 ярдов с барьерами     | Том Лавери ЮАС — 14,0                                            | Ларри О'Коннор Канада — 14,2                                                       | Сид Стеннер Австралия — 14,4                                                        |
| бег на 440 ярдов с препятствиями | Джон Лоринг Канада — 52,9                                        | Джон Парк (атлет) Австралия — 54,6                                                 | Алан Макдуглас Австралия — 55,2                                                     |
| Прыжки в высоту                  | Эдвин Такер ЮАС — 1,96                                           | Роберт Хэффернан Австралия — 1,88                                                  | Даг Шетлифф Австралия — 1,88                                                        |
| Прыжок с шестом                  | Андрис дю Плессис ЮАС — 4,11                                     | Лес Флетчер Австралия — 3,97                                                       | Стюарт Фрид Канада — 3,88                                                           |
| Прыжок в длину                   | Гарольд Браун (спортсмен) Канада — 7,43                          | Джим Пентон Канада — 7,25                                                          | Бэйзил Дикинсон Австралия — 7,15                                                    |
| Тройной прыжок                   | Джек МэткалфАвстралия — 15,49                                    | Ллойд Миллер Австралия — 15,41                                                     | Бэйзил Дикинсон Австралия — 15,28                                                   |
| Толкание ядра                    | Луис Фуше ЮАС — 14,47                                            | Эрик Кой Канада — 13,96                                                            | Фрэнсис Дрю Австралия — 13,8                                                        |
| Метание диска                    | Эрик Кой Канада — 44,75                                          | Дэвид Янг (атлет) Шотландия — 43,04                                                | Джордж Сазерленд Канада — 41,47                                                     |
| Метание молота                   | Джордж Сазерленд Канада — 48,71                                  | Кейф Пардон Австралия — 45,11                                                      | Джеймс Леки Новая Зеландия — 44,21                                                  |
| Метание копья                    | Джим Картрайт Канада — 62,8                                      | Стэн Лей Новая Зеландия — 62,21                                                    | Джек Мэткалф Австралия — 55,5                                                       |
| Эстафета 4 по 110 ярдов          | Канада Джек Браун,Джон Лоринг , Ларри О'Коннор, Пэт Хэйли — 41,6 | Англия Сирил Холмс, Кен Ричардсон, Сэнди Дункан(спортсмен), Лоуренс Уэллейс — 41,8 | Австралия Альф Уотсон, Тедди Хампсон, Тед Бест, Говард Ятс — 41,9                   |
| Эстафета 4 по 440 ярдов          | Канада Джон Лоринг, Ли Орр, Билл Дейл, Уильям Фритц — 3:16,9     | Англия Брайан Маккаби,Фрэнк Хандли ,Генри Пак , Билл Робертс — 3:19,2              | Новая Зеландия Алан Сайерс ,Арнольд Андерсон , Грэхам Куинн, Гарольд Тайри — 3:22,0 |

#### Женщины
| Состязание                       | Золото                                                                     | Серебро                                                                    | Бронза                                                                          |
| -------------------------------- | -------------------------------------------------------------------------- | -------------------------------------------------------------------------- | ------------------------------------------------------------------------------- |
| бег на 100 ярдов                 | Децима Норман Австралия — 11,1                                             | Джойс Уолкер Австралия — 11,3                                              | Жанетта Долсон Канада — 11,4                                                    |
| бег на 220 ярдов                 | Децима Норман Австралия — 24,7                                             | Джейн Колеман Австралия — 25,1                                             | Эйлин Уэрн Австралия — 25,3                                                     |
| бег на 80 метров с препятствиями | Барбара Бурк ЮАС — 11,7                                                    | Исабель Грант Австралия — 11,7                                             | Рона Тонг Новая Зеландия — 11,8                                                 |
| Прыжки в высоту                  | Дороти Одам Англия — 1,60                                                  | Дора Гарднер Англия — 1,57                                                 | Элизабет Форбс Новая Зеландия — 1,57                                            |
| Прыжки в длину                   | Децима Норман Австралия — 5,80                                             | Этель Раби Англия — 5,65                                                   | Тельма Пик Австралия — 5,55                                                     |
| Метание копья                    | Робина Хиггинс Канада — 38,28                                              | Антония Робертсон ЮАС — 36,98                                              | Глэдис Ланн Англия — 36,41                                                      |
| Эстафета 110 −220-110 ярдов      | Австралия Эйлин Уэрн, Децима Норман, Джейн Колеман — 49,1                  | Канада Барбара Говард, Эйлин Мэджор Джаннет Долсон — 49,9                  | Англия Дороти Сандерс, Кэтлин Стокс, Уинифред Джеффри — 51,3                    |
| Эстафета 220-110-220-110 ярдов   | Австралия Децима Норман, Джейн Колеман, Джейн Вудланд, Тельма Пик — 1:15,2 | Англия Дороти Сандерс, Этель Раби, Кэтлин Стокс, Уинифред Джеффри — 1:17,2 | Канада Барбара Говард, Эйлин Мэджор,Джаннет Долсон, Виолетт Монтгомери — 1:19,0 |

## Бокс
| Весовая категория | Золото                       | Серебро                   | Бронза                               |
| ----------------- | ---------------------------- | ------------------------- | ------------------------------------ |
| Суперлегкий вес   | Джонни Джуберт ЮАС           | Джо Гагнон Канада         | Хьюдж Кэмерон Шотландия              |
| Легчайший вес     | Уильям Бутлер Англия         | Хендрик Нойзен ЮАС        | Джек Диллон Австралия                |
| Полулегкий вес    | Барни Генрикус Цейлон        | Джеймс Уатсон Шотландия   | Кеннет Моран Новая Зеландия          |
| Легкий вес        | Гарри Грувс Англия           | Гарри Хурст Канада        | Уильям Фултон (боксер) Южная Родезия |
| Полусредний вес   | Билл Смит (боксер) Австралия | Артур Хини Новая Зеландия | Эндрю Цириндонис Южная Родезия       |
| Средний вес       | Деннис Рэрдон Уэльс          | Морис Деннис Англия       | Рекс Кари Канада                     |
| Полутяжелый вес   | Ник Уолмаранс ЮАС            | Сесиль Оверелл Австралия  | Джозеф Уилби Англия                  |
| Тяжелый вес       | Томас Осборн Канада          | Клод Стерли ЮАС           | Лесли Харли Австралия                |

## Велосипедный спорт

### Трэк
| Состязание                 | Золото                            | Серебро                           | Бронза                       |
| -------------------------- | --------------------------------- | --------------------------------- | ---------------------------- |
| Гонка с раздельного старта | Боб Портер Австралия — 1:15.2     | Тасман Джонсон Австралия — 1:15.7 | Эрнест Миллс Англия — 1:15.9 |
| Спринт на 1000 ярдов       | Данк Грей Австралия               | Боб Портер Австралия              | Джордж Джилс Новая Зеландия  |
| Скретч на 10 миль          | Уильям Максфельд Англия — 24:44.0 | Рэй Хикс Англия                   | Сид Рэуз ЮАС                 |

### Дорога
| Состязание      | Золото                         | Серебро                                                | Бронза                         |
| --------------- | ------------------------------ | ------------------------------------------------------ | ------------------------------ |
| Шоссейная гонка | Хенни Биннеман ЮАС - 2’53:29.6 | Джон Браун (велосипедист) Новая Зеландия - то же время | Рэй Джонс Англия — то же время |

## Прыжки в воду

### Мужские состязания
| Состязание          | Золото                         | Серебро                        | Бронза                       |
| ------------------- | ------------------------------ | ------------------------------ | ---------------------------- |
| Трамплин 3 метра    | Рон Мастерс Австралия — 126.36 | Даг Томалин Англия - 124.78    | Джордж Афанс Канада — 117.90 |
| Платформа 10 метров | Даг Томалин Англия - 108.74    | Рон Мастерс Австралия — 102.87 | Джордж Афанс Канада −98.93   |

### Женские состязания
| Состязание          | Золото                         | Серебро                    | Бронза                         |
| ------------------- | ------------------------------ | -------------------------- | ------------------------------ |
| Трамплин 3 метра    | Ирен Доннетт Австралия - 91.18 | Линда Адамс Канада — 88.27 | Мэри Шарки Канада — 81.66      |
| Платформа 10 метров | Ларлин Хук Австралия - 36.47   | Линда Адамс Канада — 36.39 | Ирен Доннетт Австралия — 34.57 |

## Лаун боулз
Все состязания только для мужчин
| Состязание       | Золото                                                                 | Серебро                                                                          | Бронза                                                      |
| ---------------- | ---------------------------------------------------------------------- | -------------------------------------------------------------------------------- | ----------------------------------------------------------- |
| Одиночный разряд | Гораций Харви ЮАС                                                      | Фрэнк Ливингстон Новая Зеландия                                                  | Джек Ло Австралия                                           |
| Парный разряд    | Уолтер Денисон и Лэнс Мэйси Новая Зеландия                             | Перси Хаттон и Говард Милдрен Австралия                                          | Д.А. Адамсон и Дж.Р. Апплфорд ЮАС                           |
| Четверки         | Новая Зеландия Алек Робертсон, Эрни Джюри, Билл Бремнер, Билл Уиттакер | Южноафриканский Союз Ф. Стивенсон, Дж.Дж. Дональдсон, Норман Уолкер, Т.Х. Самсон | Австралия Эб Мюррей, Чарли Макнил, Фрэнк Мюррей, Том Киндер |

## Гребля
Все состязания только для мужчин. Парная гребля изначально не была запланирована. Но позже она была учтена и для неё были сделаны медали.
| Состязание       | Золото | Серебро | Бронза |
| ---------------- | --- | --- | --- |
| Одиночный разряд | Герб Тёрнер Австралия- 8:24 | Питер Джексон (спортсмен) Англия | Роберт Смит (гребец) Новая Зеландия |
| Парный разряд    | Сесиль Пис и Уильям Брэдли (гребец) Австралия −7:29.4                                                                                       | Джек Офер и Дик Офер Англия | Гус Джексон и Роберт Смит (гребец) Новая Зеландия                                                                                            |
| Четверки         | Австралия Дон Фрейзер Гордон Фриз, Гарри Керр, Джек Фишер, Стюарт Элдер —7:16.8                                                             | Новая Зеландия Альберт Хоуп, Джордж Бёрнс, Джон Ригби, Кеннет Босуэлл, Джим Клейтон — +1,25 сек                                                    | Канада Дональд Дэйвис, Джеймс Темпл, Джеймс Макдональд, Кеннет Джаггард, Макс Уинклер — + 0,75                                               |
| Восьмерки        | Англия Бэйзил Бизли, Десмонд Кингсфорд,Джон Стуррок,Джон Берроу, Джон Торнболл, Питер Джексон, Родс Хэмбридж, Дж.Т. Тернер, Томас Рив— 6:29 | Джо Гоулд, Альфред Грегори,Эдвард Бромлей, Фрэнк Ле Серф, Гордон Йеверс,Ричард Парамор, Уильям Томас, Билл Диксон (спортсмен), Даг Боуден — + 0,75 | Новая Зеландия Гус Джексон, Сирил Стайлс, Фред Томпсон, Говард Бендж, Джон Картерс, Лесли Пити,Освальд Денисон, Джеймс Гоулд, Уильям Стодарт |

## Плавание

### Мужские состязания
| Состязания                         | Золото                                                                         | Серебро                                                            | Бронза                                                                         |
| ---------------------------------- | ------------------------------------------------------------------------------ | ------------------------------------------------------------------ | ------------------------------------------------------------------------------ |
| 110 ярдов вольным стилем           | Боб Пири Канада —59,6                                                          | Терри Коллард ЮАС — 60.8                                           | Уильям Флемминг Австралия                                                      |
| 440 ярдов вольным стилем           | Боб Пири Канада — 4:54.6                                                       | Боб Лейверс Англия — 4:55.4                                        | Робин Биддалф Австралия —4:55.5                                                |
| 1650 ярдов вольным стилем          | Боб Лейверс Англия —19:46.4                                                    | Боб Пири Канада —19.59.2                                           | Норман Уайнрайт Англия —20:17.4                                                |
| 110 ярдов на спине                 | Перси Оливер Австралия —01:07.9                                                | Гордон Керр—1:09.0 Канада                                          | Микки Тейлор—1:09.3 Англия                                                     |
| 220 ярдов на спине                 | Джон Дэйвс Англия —2:51.9                                                      | Уолтер Спенс — Британская Гвиана                                   | Джимми ПрентисКанада — 3:00.8                                                  |
| Эстафета 4 по 220 вольным стилем   | Англия Фредерик Дав,Мостин Френч-Уильямс, Норман Уайнрайт, Боб Лейверс —9:19.0 | Канада Джордж Бурлич, Гордон Девлин, Роберт Хупер, Боб Пири—9:20.2 | Австралия Роберт Уилшир, Ноэль Райан, Роббин Биддальф, Уильям Флемминг —9:32.9 |
| Эстафета 3 по 110 смешанным стилем | Англия Фредерик Дав, Джон Дэйвис, Микки Тайлор—3:28.2                          | Канада Гордон Керр, Джимми Прентис,Боб Пири —3:30.5                | Австралия Эрнест Гоббс, Перси Оливер, Уильям Флемминг—3:31.8                   |

### Женские состязания
| Состязание                               | Золото                                                                    | Серебро                                                                          | Бронза                                                                    |
| ---------------------------------------- | ------------------------------------------------------------------------- | -------------------------------------------------------------------------------- | ------------------------------------------------------------------------- |
| 110 ярдов свободным стилем               | Эвелин де Ласи Австралия —1:10.1                                          | Дороти Грин Австралия —1:11.1                                                    | Дороти Лион Канада —1:12.1                                                |
| 440 ярдов свободным стилем               | Дороти Грин Австралия —5:39.7                                             | Маргарет Джеффри Англия —5:40.2                                                  | Мона Лейдон Новая Зеландия —5:42.0                                        |
| 110 ярдов на спине                       | Патрисия Нортон Австралия —1:19.5                                         | Джинни Гринланд Уэльс —1:22.5                                                    | Маргот Гамильтон Шотландия —1:23.2                                        |
| 220 ярдов брассом                        | Дорис Стори Англия —3:06.3                                                | Карла Герке ЮАС —3:12.1                                                          | Джейн Лангдон Канада —3:22.2                                              |
| Эстафета 4 по 110 ярдов вольным стилем   | Канада Ноэль Оксенбари, Дороти Лион, Мэри Бэджиллай, Филлис Дьюар —4:48.3 | Австралия Дороти Грин, Эвелин де Ласи, Маргарет Роусон, Патрисия Нортон — 4:49.0 | Англия Эдна Хьюджес, Джойс Харроуби, Марджери Хинтон, Зилфа Грант —4:50.1 |
| Эстафета 3 по 110 ярдов смешанным стилем | Англия Дорис Стори, Лорна Фрамптон, Марджери Хинтон —3:57.7               | ЮАС Карла Герке, Хейзел Холмс, Молли Райд —4:07.5                                | Австралия Эвелин де Ласи, Пат Нортон, Валери Джордж —4:10.0               |

## Борьба
Все состязания только для мужчин.
| Состязание      | Золото                  | Серебро                       | Бронза                            |
| --------------- | ----------------------- | ----------------------------- | --------------------------------- |
| Легчайший вес   | Тэд Перселл Австралия   | Вернон Блэйк Канада           | Рэй Казакс Англия                 |
| Полулегкий вес  | Рой Перчейс Англия      | Ларри Кларк Канада            | Джозеф Генет Новая Зеландия       |
| Легкий вес      | Дик Гаррард Австралия   | Вернон Томас Новая Зеландия   | Альфред Гардинг ЮАС               |
| Полусредний вес | Том Треваскис Австралия | Феликс Стандер ЮАС            | Джеремия Поджурски Новая Зеландия |
| Средний вес     | Терри Эванс Канада      | Питер Шизби ЮАС               | Лесли Джефферс Англия             |
| Полутяжелый вес | Эдвард Скарф Австралия  | Сидни Гринспан ЮАС            | Томас Уард Шотландия              |
| Тяжелый вес     | Джек Найт Австралия     | Джеймс Дрейзер Новая Зеландия | Джон Уиллан Канада                |